# 飯沼希步
飯沼希步（1973年9月24日—），日本女性聲優，代表作有《科學情人》（松澤仁美）。在《魔法公主》裡參予扮演不引人注目的腳色（蝦夷少女），之後引退。

## 主要作品

### 動畫
- 科學情人（松澤仁美）
- 魔法公主（蝦夷少女）

### 廣播劇CD
- 人形草紙あやつり左近 第2巻「あだしが原心中鴉地獄」